# 민족의 평등
민족의 평등(Völkisch equality)은 나치즘의 개념이며 또한 나치 독일의 법관습으로서, 제2차 세계 대전 당시 나치 독일의 점령지들에서 인종적으로 독일계 및 독일과 가까운 게르만계 혈통에게는 기회의 평등, 법 앞의 평등이 보장되었지만 그 외의 열등한 것으로 간주된 민족들은 의도적으로 배제한 것을 말한다.
나치는 보편 평등의 개념을 거부했다.:43-50 아리아인의 요건을 만족시키는 사람만이 법 앞의 평등을 비롯한 법적 권리를 보장받을 수 있었다.:43 이러한 유형의 평등은 사람 개개인에 대한 평등이 아니고, 우등인종에 속하는 구성원들 사이의 평등이다. 그리고 때문에 구성원들의 이해관계는 민족공동체의 집합적 이해관계에 종속적일 수밖에 없다.:47 나치는 민족의 평등을 주장하면서 동시에 독일인들이 세계의 "새로운 우등인종"이 되어야 한다며 인간 불평등을 강화시켰다.:43 독일 혈통이 아닌 사람은 자동적으로 불평등의 대상이며 열등한 것으로 간주되고 독일 혈통이 누릴 수 있는 권리를 부정당했다.:50
나치는 독일 시민(아리아 인종의 후손인 비장애인 독일계)을 위한 복지국가를 주장했다. 이는 독일인들 사이의 사회적 장벽을 무너뜨림으로써 사회 정의를 실현하는 수단이었다. 나치는 노동자 및 농민 계급의 아동들에게 교육의 평등한 접근권을 제공했다. 히틀러는 "국가사회주의" 중 "사회주의"란 모든 인종적 독일계 남성들의 기회의 평등이라고 주장했다.